# Lorenzo Baini
Lorenzo Baini (Venècia (Vèneto), 1740 - Rieti (Laci), 11 d'agost, 1814), va ser un religiós, compositor i mestre de capella italià, oncle del músic Giuseppe Baini.

## Biografia
D'origen venecià, es va traslladar a Roma de jove amb la seva família, de la qual també hi havia el seu germà Antonio, que esdevindria el pare del més famós abat Baini. La seva formació musical va tenir lloc a l'església del Gesù, on Gaetano Carpani era mestre de cor; ingressà a l'orde dels frares menors conventuals.
Ell mateix va ser mestre de capella en diverses esglésies: a Venècia, després a Roma a la Basílica dels Sants XII Apòstols. Aquí, cap als anys 1788-89, va tenir com a alumne el seu nebot Giuseppe, que ell mateix havia iniciat en els estudis musicals i a qui va comunicar, a més de nocions precioses, també el seu amor per la música sacra i la polifonia renaixentista.
Es va traslladar de nou, nomenat mestre de capella a Terni a la catedral de Santa Maria Assunta i finalment a Rieti on va morir.

## Obres
Lorenzo Baini va ser un autor força prolífic de música sacra, però no menyspreava compondre per al teatre. També va escriure un Trattato di fuga sul canto gregoriano.
Música sacra

- Stabat Mater a 3 Concertato | di Lorenzo Bajni | Per uso di Giuseppe Bajni Suo dilettissimo nepote | 1792, sequenza - Roma, Biblioteca Casanatense;
- Stabat Mater | a 2.Tenori e Basso | del Padre Lorenzo Baini M. C., sequenza - Münster, Santini Bibliothek;
- Stabat mater in Do minore, sequenza - Tivoli, Duomo, Archivio Capitolare;
- Stabat mater in Do minore, sequenza - Monaco di Baviera, Biblioteca di Stato Bavarese;
- Tribulationes cordis mei in do maggiore, graduale per la seconda Domenica di Quaresima - Rieti, Biblioteca Diocesana, Sezione dell'Archivio Musicale del Duomo;
- Communio in sol maggiore, communio per la terza Domenica di Quaresima - Rieti, Biblioteca Diocesana, Sezione dell'Archivio Musicale del Duomo;
- Intellige clamorem meum, communio in sol maggiore per la seconda Domenica di Quaresima - Rieti, Biblioteca Diocesana, Sezione dell'Archivio Musicale del Duomo;

Imprès

- Nuptiae Jacobis, acció sagrada, publicat a Venècia per Modesto Fenzo el 1786 i representat a l'Ospedale dei Mendicanti - llibret conservat al Centro Studi Teatrali di Casa Goldoni;
- Salome mater Machabaea, un acte sagrat per ser cantat per les filles del cor Sancti Lazari Mandicantium modulo expressit D. Laurentius Baini Romanus academicus philarmonicus boniniae musices magister, acció sagrada realitzada a Venècia el 1784 a l'Ospedale dei Mendicanti - llibret conservat al Centro Studi Teatrali di Casa Goldoni;
- Il Gioas re di Giuda. Composició sagrada per a música que es cantarà a l'oratori de Ven. Església de S. Girolamo della Carità di Roma etc. A Roma, a la impremta de Michelangelo Barbiellini, 1783., composició sagrada dedicada a Romualdo Braschi-Onesti net del papa Pius VI i futur cardenal, llibret de Giammartino Roncalli, publicat a Roma per Michelangelo Barbiellini el 1783 - Bologna, Museo internazionale i biblioteca musical;
- Sant'Elena al Calvario, composició sagrada per a música a cinc veus del Sr. abat Pietro Metastasio per ser cantat a lOratorio de' RR.PP. di S. Girolamo della Carità / (la musica és de Lorenzo Baini), composició sagrada en dos actes amb llibret de Pietro Metastasio, publicat a Roma per Michelangelo Barbiellini el 1778 - Nàpols, Biblioteca del Conservatorio di musica S. Pietro a Majella;

Música profana

Manuscrits

- Quem vidistis pastores in B-Dur - Mottetto | a Tre voci | Per la Festivitá del Santo Natale | D. R. P. M. | Fra Lorenzo Bajni | Conventiale sfratato dopo un anno | De Santi Apostoli in Roma | Fatto: l'1788, mottetto - Museo di Dubrovnik;
- Caro mea vere in mi bemolle maggiore, dels quals només ha sobreviscut la part de soprano - Münster, Santini Bibliothek;
- Concerto Per due Piano Forti | del Sigr Baini - Brescia, Biblioteca del Conservatorio Statale di Musica A. Venturi;
- Rondò Se l'affanno il duol ch'io sento, Rondo | Del Sig Lorenzo Bajni - Museo di Dubrovnik;
- Sinfonia in re maggiore Sinfonia con violini, oboe, Corni e | fagotto | del signor Lorenzo Bajni | mestre de cap. Romano | 1784 - Milà, Biblioteca del Conservatorio di Musica Giuseppe Verdi.

Imprès

- Il Tempio della Virtù , composició dramàtica que es representarà al més noble Teatre de Fano l'any 1777. per a l'assumpció de la porpra sagrada de la seva eminència, el senyor cardenal Marcolini (el poema és del senyor Luigi Romanelli P.A.; el La música és del Sr. Lorenzo Baini, mestre de la capella romana), dedicada al cardenal Marcantonio Marcolini, representada al teatre de Fano l'any 1777 i publicada a Roma per Salomoni - Venècia, Biblioteca de la Fundació Giorgio Cini
- Il Finto parigino. Intermezzo en música que es representarà al noble teatre Tron de S. Cassiano a la tardor de 1784[1] - Bolonya, Museu Internacional i Biblioteca de la Música;
- Il Pariggino in Italia. Intermezzo en música que es representarà al noble teatre Tron Veronese de S. Cassiano el carnaval de l'any 1784. A Venècia, sota Modesto Fenzo, 1784. - Bolonya, Museu Internacional i Biblioteca de la Música;
- Ballet d'entreacte per Li due Supposti Conti,, drama lúdic de Domenico Cimarosa, representat a Milà al Teatro Grande alla Scala a la tardor de 1784 i a Venècia el 1785, publicat el mateix any a Venècia per Modesto Fenzo - llibret a Milà a la Biblioteca Municipal;
- Giulietta e Romeo, ballet d'interludi tràgic per a Le spose ricuperate, un drama lúdic de Luigi Caruso, representat a Venècia, S. Samuele, el 1785, publicat per Modesto Fenzo - Venècia, Centro Studi Teatrali Goldoni;
- L' innocenza scoperta, ballet d'interludi per a Laomedonte Re di Troja, dansa pantomima heroica en quatre actes de Filippo Beretti, representada a Roma, Teatre Argentina, pel Carnaval de 1789, publicada a Roma a la impremta de Gioacchino Puccinelli - Venècia, Biblioteca de la Fundació Giorgio Cini.